# Helsdingenia
Helsdingenia Saaristo & Tanasevič, 2003 è un genere di ragni appartenente alla famiglia Linyphiidae.

## Etimologia
Denominato così in onore dell'entomologo e aracnologo Peter van Helsdingen (1934- ).

## Distribuzione
Le quattro specie oggi note di questo genere sono state rinvenute nell'Africa, in Asia meridionale e in Asia sudorientale.

## Tassonomia
Per la determinazione delle caratteristiche della specie tipo sono tenute in considerazione le analisi sugli esemplari di Lepthyphantes ceylonicus van Helsdingen, 1985.
Dal 2003 non sono stati esaminati esemplari di questo genere.
A dicembre 2012, si compone di quattro specie:
- Helsdingenia ceylonica (van Helsdingen, 1985)[3] — Nepal, Sri Lanka
- Helsdingenia extensa (Locket, 1968) — Isola Sant'Elena, Africa, Madagascar, Isole Comore
- Helsdingenia hebes (Locket & Russell-Smith, 1980) — Nigeria, Camerun
- Helsdingenia hebesoides Saaristo & Tanasevič, 2003 — Sumatra

### Sinonimi
- Helsdingenia bifurca (Locket, 1968); esemplari trasferiti dal genere Lepthyphantes Menge, 1866 e posti in sinonimia con H. extensa (Locket, 1968) a seguito di uno studio di van Helsdingen del 1977.